# 欲望 (2005年の映画)
『欲望』（よくぼう）は、小池真理子の長編恋愛小説。1997年7月に新潮社より刊行された。第5回（1998年度）島清恋愛文学賞受賞作。
および原作とした2005年公開の日本映画。R-18指定作品。

## あらすじ
図書館司書の青田類子は、高校教師の能勢と不倫をしている。
ある日、能勢と出かけた小石川後楽園で幼馴染の阿沙緒と再会し、彼女の結婚相手である精神科医の袴田を紹介される。そして、阿沙緒夫妻の新居の植栽を手がけたのが、やはり幼馴染で類子が密かに想いを寄せていた秋葉正巳だったのだ。
正巳に対する思慕が再燃する類子。しかし、交通事故で性的不能者になった正巳とは肉体の喜びを共有することは出来ない。
そして、阿沙緒は「袴田が家政婦と浮気をしている」という疑念に苛まれ、精神的に追い詰められていく。
一方、肉欲よりも精神の交合を欲する類子に応えるように見えた正巳だったが……。

## 書誌情報
- 欲望（1997年7月、新潮社、ISBN 978-4-10-409802-6）
- 欲望（2000年4月1日、新潮文庫、ISBN 978-4-10-144014-9）

## 映画

### キャスト
- 青田類子：板谷由夏
- 青田類子（高校時代）：桂亜沙美
- 秋葉正巳：村上淳
- 袴田阿佐緒：高岡早紀
- 水野克利：利重剛
- 能勢五郎：大森南朋
- 中村方隆
- 水木薫
- 筒井康隆
- 内田春菊
- 水野初枝：中村久美
- 吉田日出子
- 袴田亮介：津川雅彦

### スタッフ
- 監督：篠原哲雄
- 脚本：大森寿美男、川﨑いづみ
- 主題曲：布袋寅泰
- 音楽：池頼広
- プロデューサー：原田文宏
- 撮影：上野彰吾（J.S.C.）
- 照明：赤津淳一
- 美術：小澤秀高
- 録音：阿部茂
- 編集：田中愼二
- スクリプター：皆川悦子
- キャスティング：名須川伸吾
- 助監督：谷口正晃
- 製作担当：宿崎恵造
- 製作：光和インターナショナル
- 配給：メディア・スーツ

### 評価
原作者に「類子そのもの」と言わしめた板谷の演技により、映像化の難点が払拭されたといえる。
地味な役柄ではあるが、中村久美と吉田日出子の演技も評価された。